# Plaza del Callao
La plaza del Callao es un espacio público de la ciudad española de Madrid, ubicado en el barrio de Sol, perteneciente al distrito Centro. Se encuentra al final de la calle del Carmen y divide en dos tramos la calle Preciados, además de dar comienzo al tercero de la Gran Vía, que acaba en la plaza de España. La plaza del Callao, al igual que el segundo tramo de la Gran Vía, fue construida entre 1917 y 1922, aunque la entrega definitiva de obras no se haría hasta 1927.

## Historia

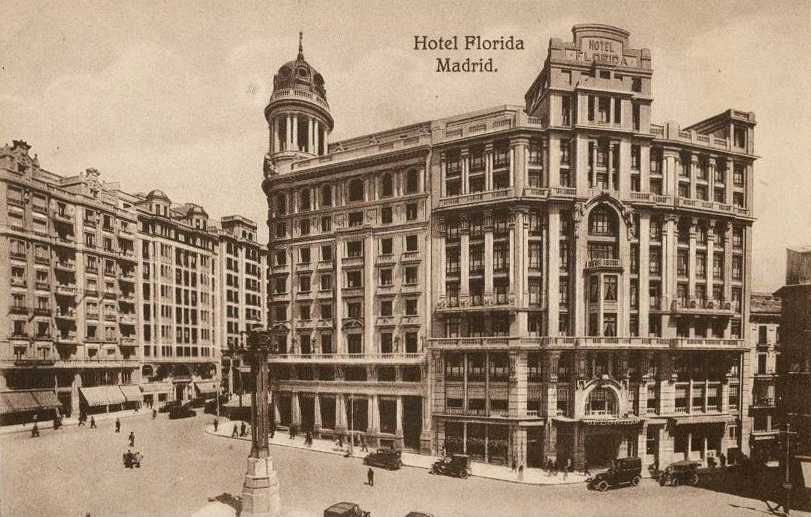
Desaparecido Hotel Florida

La plaza tiene su existencia antes de la gran reforma que supuso la construcción de la Gran Vía en 1910, su espacio estaba bajo el área del arrabal de San Martín. Su nombre se concedió a este espacio en honor al combate del Callao. Era una pequeña plaza que se encontraba en la calle Preciados con calle de Jacometrezo (antes de la reforma esta calle iba desde la red de San Luis).
Al comenzar las obras de la Gran Vía el 4 de febrero de 1917, la plaza empezó a cobrar un área mayor (muy similar a la actual). Los primeros proyectos de reforma interior consideraban un ensanche de la calle Preciados («Reforma de la Prolongación de la calle Preciados») permitiendo así una mayor capacidad viaria a la Puerta del Sol. Este proyecto quedó olvidado por el actual de la Gran Vía.

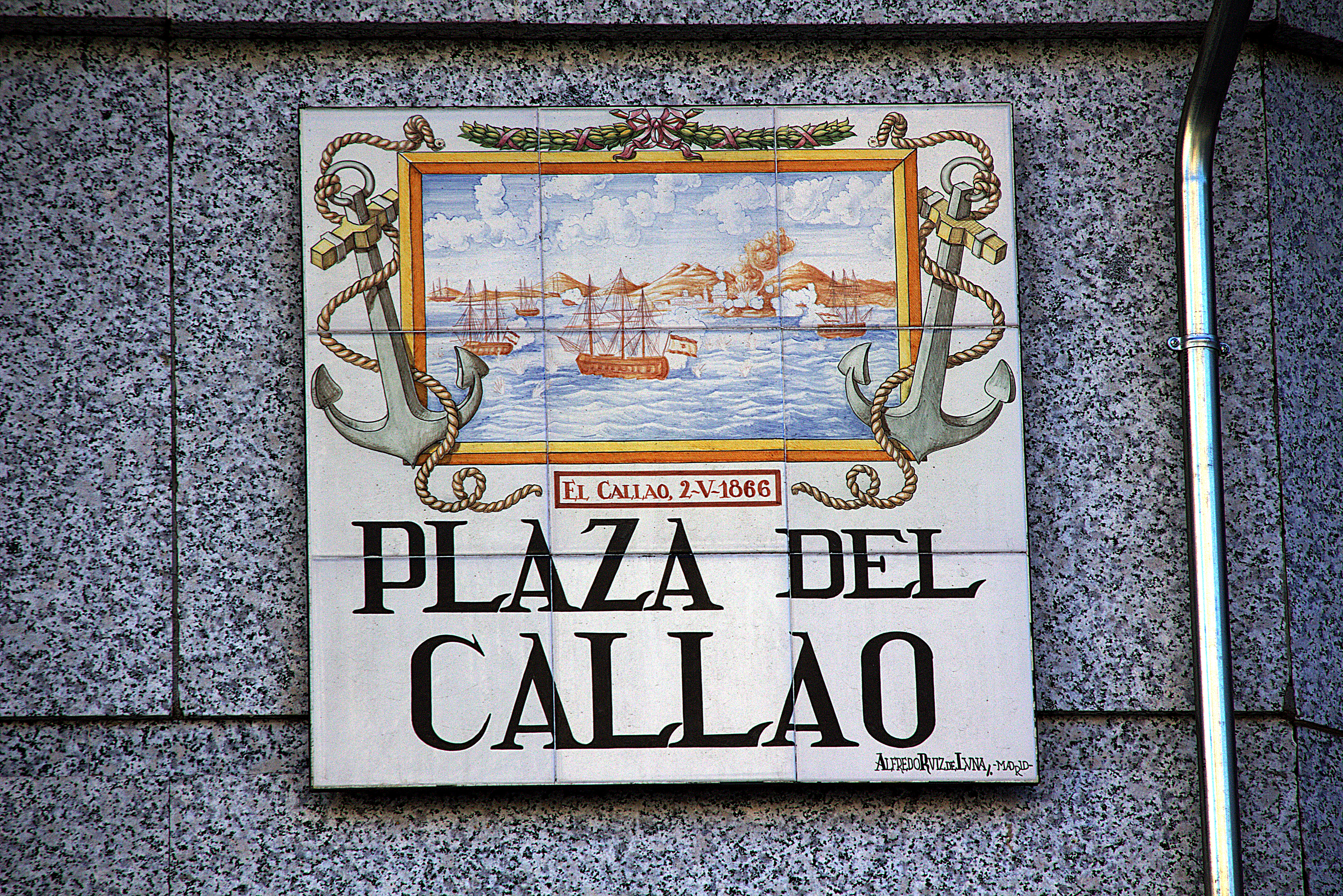
Placa de la plaza

En 1939, tras la Guerra Civil, el empresario Antonio Rodilla inició su actividad repostera con una pequeña tienda en la plaza. En 1952 se establecieron en el ala sur de la plaza los almacenes de Galerías Preciados, siendo su promotor el industrial Pepín Fernández. Ocupando el solar del edificio recién derribado del Hotel Florida (obra de Antonio Palacios). En la reforma que sufrió posteriormente, tras la inauguración del 1 de julio de 1960, la plaza cobró el aspecto actual. A finales de 2009 y principios de 2010 se peatonaliza toda la plaza y la vecina calle de Jacometrezo se acomoda para el tráfico de autobuses que anteriormente se ofrecía en la plaza.
Actualmente, por ella pasan anualmente 113 millones de personas, cuenta con espacio que permite la concentración de hasta 10 000 personas y tiene un tráfico rodado de 51 000 vehículos diarios.

## Edificios

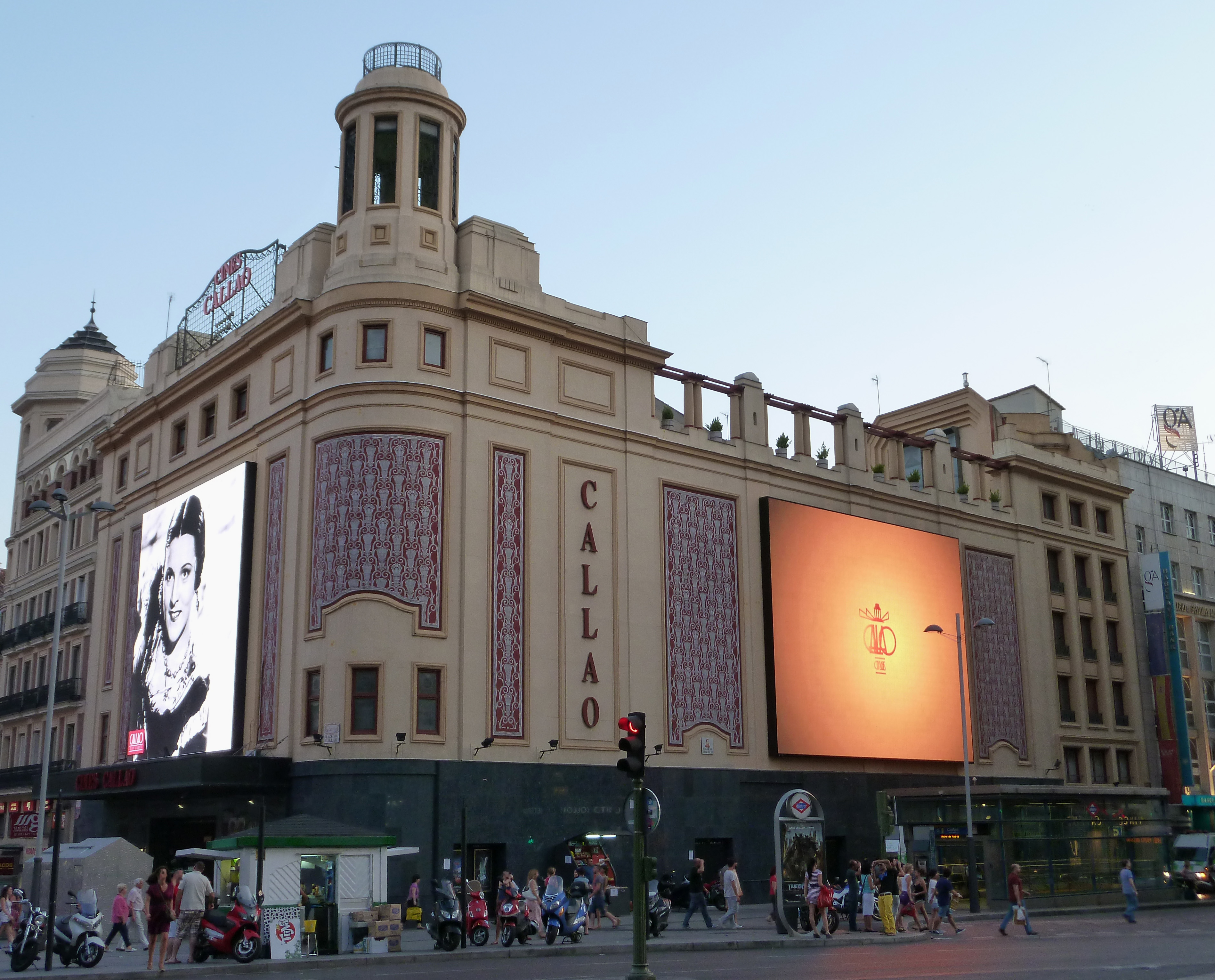
Cine Callao

En la plaza destacan varios edificios singulares:
- Edificio Carrión, construido en 1933 por Luis Martínez-Feduchi y Vicente Eced y Eced, con 14 plantas fue uno de los edificios más altos de su época en Madrid: Gran Vía 41.
- Palacio de la Prensa, construido en 1928 por Pedro Muguruza, en el número 46, con 14 plantas, fue el edificio más alto de Madrid, hasta que el Edificio Telefónica, de 88 metros, también en la Gran Vía le arrebató el título.
- Edificio La Adriática, proyectado por el arquitecto Luis Sainz de los Terreros Gómez en 1926: Gran Vía 39.
- Edificio Fnac (antiguo Galerías Preciados): edificio de posguerra obra del arquitecto Luis Gutiérrez Soto.[5] De cinco plantas, ocupado por la cadena Fnac.
- Edificio Cine Callao de 1927, en el número 3, construido por Luis Gutiérrez Soto.

## Calles
En esta famosa plaza confluyen:
- Al oeste la calle de Jacometrezo; entre ésta y la Gran Vía se encuentra el Edificio Carrión.
- Al este y al sureste la calle Preciados. Esta calle es muy famosa en la ciudad, aquí están situadas numerosas tiendas de moda, así como un gran centro comercial del grupo El Corte Inglés. Se trata de la calle comercial más cara de España al ocupar el duodécimo puesto de las calles del mundo donde es más caro el alquiler.[6]
- Al sur la calle Postigo de San Martín, que continúa hasta la calle del Arenal y la calle Mayor.
- Al sureste, paralela a la calle Preciados está la calle del Carmen, también famosa y con una gran actividad comercial.
- Al noroeste y al este, está la Gran Vía, creada a principios del siglo XX para comunicar el oeste y el este de la ciudad. En esta calle, la plaza del Callao queda en el medio, es más, la Gran Vía se divide en dos zonas:
  - Red de San Luis-Plaza del Callao
  - Plaza del Callao-Plaza de España.

En esta avenida está situado el edificio Telefónica, rascacielos más alto de España en 1929, con 88 metros; el edificio Metrópolis, primer rascacielos de Madrid; el edificio España, de 117 metros, construido en 1953 o la Torre de Madrid, de 142 metros, que fue el rascacielos más alto de Europa. Además esta avenida siempre ha sido conocida por su gran actividad comercial, sus neones y sus cines.

## Transportes

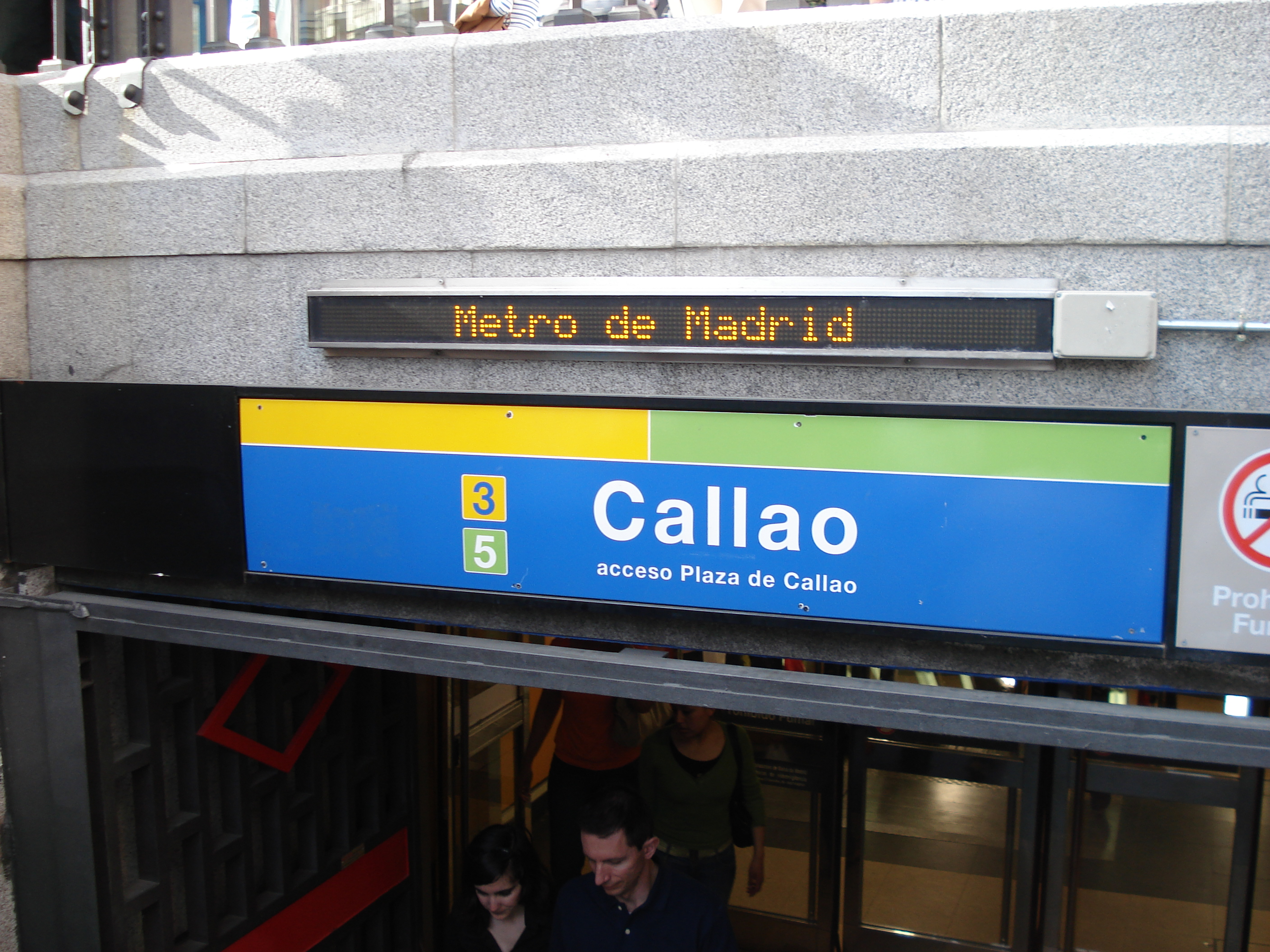
Estación de Metro de Callao de la línea 5 del Metro de Madrid. Uno de sus accesos tiene un pasaje que conduce directamente al edificio comercial situado en la plaza.

### Metro de Madrid
En esta plaza está situada la estación de Callao, una estación de las líneas 3 y 5 del Metro de Madrid. La primera va desde Moncloa hasta Villaverde Alto, pasando por la Estación de Sol, la segunda desde Alameda de Osuna hasta Casa de Campo, al oeste de la ciudad.